# Forever (cântec)
Forever este un single al artistului Chris Brown. Acesta a devenit primul #1 al artistului în Irlanda.